# ベーナズィール・ブットー
ベーナズィール・ブットー（Benazir Bhutto、シンド語: بینظیر ڀھٽو、ウルドゥー語: بینظیر بھٹو ウルドゥー語発音: [beːnəˈziːr ˈbʱʊʈːoː], 1953年6月21日 - 2007年12月27日）は、パキスタンの政治家、元首相。イスラム諸国家における初の女性首相であり、後に暗殺された。名前は、「ベナジル・ブット」とも表記される。
シンド人（英語版）とクルド人の混血であり、ズルフィカール・アリー・ブットーの娘として生まれる。オックスフォード大学を卒業後、1977年に本国パキスタンに帰国。しかし、当時はジア＝ウル・ハクによる軍事政権であったため、何回も投獄された。1984年に一度釈放され、その隙を見てイギリスに亡命した。1986年に帰国後、サッチャリズムに影響を受けた彼女はリベラルな綱領を人民党に適応させ、1988年に第12代首相となった。
しかし、グラム・イシャク・カーン率いる軍によって彼女は首相の座を降り、その後ナワーズ・シャリーフの汚職問題での弾劾後、1993年に再度首相に返り咲いた。2期目では、女性の権利向上や経済民営化を促進したが、彼女の家族の汚職や賄賂事件によって政権支持率が低迷し、1997年の選挙で敗北。1998年、ドバイへ亡命した。
米国の仲介とペルベズ・ムシャラフとの交渉も相まって、2007年に帰国。文民政府の再度樹立とイスラム主義者への暴力の反対を掲げた。12月27日、ラーワルピンディーでの政治集会の後、暗殺された。

## 人物
イスラム諸国家における初の女性首相である。父であるズルフィカール・アリー・ブットー元首相が設立したパキスタン人民党（PPP）の総裁（党首）となり、1988年と1993年の2度首相に選出されているが、いずれも汚職などを理由に解任されている。2007年12月27日、政界復帰を目指して選挙運動を行っていた最中に暗殺された。
夫であるアースィフ・アリー・ザルダーリーとの間に、3人の子供がいる。

## 経歴

### 生い立ち
ズルフィカール・アリー・ブットー（元首相、軍事クーデター後に処刑された）の娘としてカラチに生まれる。父方の祖父シャー・ナワーズ・ブットーはシンド人でパキスタン独立運動の中心人物の1人であった。
1969年4月、ハーバード大学のラドクリフ・カレッジおよびオックスフォード大学レディー・マーガレット・ホール校で学んだ。1971年にインドが東パキスタン (現バングラデシュ) へ軍隊を派遣し、父ズルフィカールが問題解決のため外務大臣として国連へ赴いた際、彼女はカレッジを一時的に離れ、ニューヨークで父の助手を務めた。学生生活から離れ父親の活動を手伝ったことは、後の政治活動への参加に大きな経験となった。
1973年に政治学の学位を得てカレッジを卒業した。カレッジ在学中にファイ・ベータ・カッパ (全米優等学生友愛会) の会員に選出された。同年秋にオクスフォードに進学し、PPE(政治学・哲学・経済学)で修士号を得た。オクスフォード在学中に、オクスフォード・ユニオンの議長に就任した初のアジア女性となった。これは、対立候補が不正な調査を行ったことが原因で再選挙が実施された結果であった。

### 政界への進出
オクスフォード卒業後にパキスタンへ帰国したが、父親の監禁と処刑の過程で、自宅軟禁を受けた。1984年にイギリスへの渡航が許可され、亡命したまま、父の政党であったパキスタン人民党 (PPP) の党首に就任した。しかし、ムハンマド・ズィヤー・ウル・ハック将軍が死亡するまでは、彼女がパキスタンにおける政治的な存在感を示すことはできなかった。
1988年11月16日、10数年振りに施行された公開選挙において、ベーナズィールのPPPはパキスタン国民議会の単独与党の座を勝ち取った。彼女は12月2日に宣誓し、現代のイスラム諸国家で最年少 (当時35歳) かつ初の女性の政府代表、パキスタン第12代首相となった。同年、ベーナズィールはビープル誌で「世界でもっとも美しい50人」にも選出された。

### 汚職による解任
首相選出20か月後の1990年8月6日に、汚職を告発され、軍の支持を受けてクーデターで大統領に就任したグラーム・イスハーク・ハーンにより首相の座を解任され、同年10月に行われた選挙で、PPPは敗北した。その後3年間、ベーナズィールはナワーズ・シャリーフ政権に対する野党のリーダーを務めた。
その後の選挙で再び勝利し、1993年10月19日に、首相に返り咲いた。しかし、1996年11月5日、再び汚職を告発されるなど様々なスキャンダルが原因で、ファールーク・ラガーリー大統領によってまたも首相を解任されて、政権は瓦解した。これらのスキャンダルのうちの幾つかは、首相在任中にスイス企業に図られた便宜が含まれておりそれらは未解決のままである。
夫アースィフ・アリー・ザルダーリーはスキャンダルへの関与により逮捕され、2004年11月まで刑務所に収監された。2006年、国際刑事警察機構は、パキスタン政府の要請に応じてベーナズィールと夫の両名の逮捕を求める国際手配書を発行した。

### 2002年統一選挙
1999年のムシャラフ大統領による無血クーデター後、2002年に民政移管のために統一選挙が行われ、ベーナズィール率いるパキスタン人民党 (PPP) は最大の票を得て国民議会で62議席を獲得した。パキスタン・ムスリム連盟シャリーフ派 (PML-N) も15議席を獲得した。政府はこの事態を受けて、直ちに切り崩し工作を行い議会における両党の勢力を弱めたが、彼らに対する世論の支持を鎮静することはできなかった。政府は次に法律と国家権力によってベーナズィールとナワーズ・シャリーフの拘束にかかった。この過程で、政府は統一行動評議会 (MMA) から暗黙の支持を享受することが出来た。それは勿論、パキスタン政界におけるベーナズィールとシャリーフの勢力が弱まることは自党の利に直結するからである。同様に、ムッタヒダ国民運動 (MQM) も、議会からのベーナズィールの排除と、シンド州政府のPPP弱体化工作から恩恵を受けた。

### 暗殺までの状況
2002年、当時のパキスタン大統領パルヴェーズ・ムシャラフが、首相が2期以上在任することを禁じる新たな改正をパキスタンの憲法に施した。これによって、ベーナズィールの再任の可能性は憲法上は消滅した。この改正は、大統領の政敵である首相経験者ベーナズィールとシャリーフを狙った攻撃であると受け止められている。
ベーナズィールは、2004年秋の時点では、ドバイに滞在し3人の子供ら家族とともに生活しながら、世界中を回って講演活動を行い、PPPの支持者と連絡を取り合っていた。2007年11月の統一選挙でパキスタンに帰国し首相への返り咲きを狙うことを公言していた。

### 暗殺
ベーナズィールは政界復帰を目指し2007年10月に帰国し、カラチで帰国遊説中に自爆テロに遭遇したが、その際は難を逃れた。
その後、2007年12月27日、イスラマバード郊外のラーワルピンディーで選挙集会に参加中、17時頃にイスラム原理主義者と思われるテロリストの銃撃と自爆テロに巻き込まれ、ラーワルピンディー総合病院に搬送されたが、現地時間の18時16分に死亡が確認された。54歳没。自爆テロにより、集会現場に居合わせた支持者や警官にも20名程度の死者が出た。後にアルカーイダのサイード・アル=マスリーが犯行に関与した旨の声明を出したが、詳細は不明である。
ベーナズィールの亡骸は翌日に一族の墓に葬られ、彼女が総裁を務めていたパキスタン人民党は彼女の長男でオックスフォード大学生ビラーワル・ブットー（当時19歳）を新総裁に、夫アースィフ・ザルダーリー（当時51歳）を総裁代行に選出した。

## 対アフガニスタン政策
ターリバーンがアフガニスタンで勢力を伸長したのはブットー政権時代で、彼女の肩入れによるものであった。ベーナズィールはターリバーンがアフガニスタンに安定をもたらし、中央アジアとの貿易路を開くことになると考えていたのである。そのためブットー政権はターリバーンに軍事的かつ財政的援助を与え、パキスタン国軍をアフガニスタンに派遣することすらした。結局、ターリバーンは1996年9月カーブルに入城を果たし、政権を掌握した。

## 評価
西欧では暗殺されたことも含めて、軍事政権や「イスラム原理主義」と戦った民主化の女性闘士と高く評価されており、2014年にノーベル平和賞を受賞したマララ・ユサフザイは、イスラム世界における初の女性首相であるベーナズィールに刺激を受けたと語っている。しかし、このような評価に多くの専門家は異論を唱えている。
太田述正は、自身のブログで、ブットーは封建的で腐敗した汚職政治家と断じている。また、その中で引用されている英国オブザーバー紙のイギリスの著名歴史学者ダリンプルの記事でも、太田と同様の見方をしており、英語はよどみなく話せても母国語のはずのウルドゥ語やシンド語を正確に話せない「欧米向け政治家」と切り捨てた。

## 著作
- 『運命の娘 ベナジル・ブット自伝　民主化への挑戦』 読売新聞社外報部、読売新聞社、1990年

## 参考資料
1. ↑  報道などでは「ベナジル・ブット」（時事通信社、産経新聞、朝日新聞、
読売新聞）が一般的である。
2. ↑  “Pakistan seeks arrest of Bhutto” (英語). BBC News. (2006年1月26日)
3. 1 2 3  S. Coll, "Ghost Wars: The Secret History of the CIA, Afghanistan, and bin Laden, from the Soviet Invasion to September 10, 2001", Penguin Press HC, USA 2004年
4. ↑  HUSAIN HAQQANI (2014年10月12日). “マララさんのノーベル平和賞で期待される変革”. ウォール・ストリート・ジャーナル 2014年10月12日閲覧。
5. ↑  http://blog.ohtan.net/archives/51110571.html 防衛省ＯＢ太田述正アングロサクソン文明と軍事研究ブログ「ブット暗殺（その５）」
6. ↑  “Pakistan's flawed and feudal princess”. (2007年12月30日)